# Alina Wojtowicz-Pomierna
Alina Wojtowicz-Pomierna (ur. 16 października 1954 w Warszawie) – polska niepełnosprawna pływaczka, mistrzyni paraolimpijska.

## Życiorys
Urodziła się w Warszawie jako córka Teresy i Zbigniewa, byłego tenisisty i dziennikarza. W czasie pobytu u dziadków mieszkających w Poznaniu, zdiagnozowano u niej chorobę Heinego-Medina, która doprowadziła do porażenia nóg (miała wówczas dwa lata). W Poznaniu uczęszczała do szkoły podstawowej. Niebawem powróciła do Warszawy, gdzie ukończyła Liceum Ogólnokształcące im. Juliusza Słowackiego, a także studia na Wydziale Filozofii i Socjologii Uniwersytetu Warszawskiego.
Za sprawą dziadków trafiła do klubu Start Poznań. W Warszawie została członkinią klubu Start Warszawa, gdzie trenowała ją Elżbieta Czapska. Wystartowała na Letnich Igrzyskach Paraolimpijskich 1972 w Heidelbergu, gdzie zdobyła złoty medal na dystansie 50 m stylem dowolnym 4 i srebro w sztafecie 3 × 100 m stylem zmiennym 5-6 (była także czwarta w indywidualnym wyścigu 3 × 25 m stylem zmiennym 4 i szósta na dystansie 50 m stylem klasycznym 4). Po igrzyskach paraolimpijskich została medalistką światowych igrzysk niepełnosprawnych w Stoke Mandeville.
Po ukończeniu studiów pracowała w Ośrodku Badań Społecznych w Zjednoczeniu Przemysłu Elektronicznego Unitra-Elektron, a następnie w Spółdzielni Inwalidów Świt. Później podjęła zatrudnienie w Biurze Pełnomocnika Rządu ds. Osób Niepełnosprawnych, gdzie m.in. pełniła funkcję zastępcy dyrektora (ze stanowiska została odwołana w 2016 roku).
W 2022 roku została odznaczona przez prezydenta Andrzeja Dudę Krzyżem Kawalerskim Orderu Odrodzenia Polski – uhonorowano ją za wybitne zasługi dla rozwoju i upowszechniania sportu osób niepełnosprawnych, i za promowanie Polski na arenie międzynarodowej.

## Życie prywatne
W 1972 roku na zgrupowaniu sportowym w Gościmiu poznała lekkoatletę Macieja Pomiernego, którego poślubiła w 1976 roku. Mają syna Andrzeja i córkę Małgorzatę.